# Mostra do Filme Livre
Mostra do Filme Livre é um festival de cinema do Brasil, realizado anualmente desde 2002 no Rio de Janeiro. O festival tem como principal característica a exibição e difusão do Cinema Livre e democrático.
A Mostra do Filme Livre é um painel de filmes que experimentam caminhos e atalhos na atual linguagem audiovisual, preferencialmente (não exclusivamente) filmes feitos sem apoio estatal direto. Além de exibir, debater e premiar os filmes livres que mais se destacaram na opinião da curadoria e do júri, a MFL publica textos sobre os filmes indicados aos prêmios e promove uma série de atividades paralelas, como oficinas e debates. A MFL também integra o Circuito Ascine de Cineclubes, promovendo sessões em diversas regiões do Estado.